# Delphyne Burlet
Pour les personnes ayant le même patronyme, voir Heymann et Burlet.
Delphyne Heymann-Burlet, née (Burlet) le 24 novembre 1966 à Chamonix, est une biathlète française.

## Biographie
Médaillée de bronze en relais avec Corinne Niogret, Véronique Claudel et Anne Briand lors des Jeux olympiques d'hiver de 1994 à Lillehammer, elle remporte trois médailles mondiales, l'or et l'argent en 1993 dans les épreuves par équipes et en relais, et une médaille de bronze en 1999 en relais. Elle a pris part auparavant aux Jeux olympiques d'hiver de 1992 à Albertville en France, où elle est sixième de l'individuel et neuvième du sprint.
Elle compte quinze podiums en Coupe du monde, avec deux victoires, une dans une course par équipes lors du mondial de 1993 à Borovetz et une dans une épreuve en relais à Antholz-Anterselva en 2002. Parmi ces quinze podiums, elle compte quatre podiums individuels, deux deuxièmes places et deux troisièmes places. À noter qu'elle est montée sur son premier podium pour sa saison inaugurale à Fagernes en 1992.
Elle a été l'épouse du biathlète Andreas Heymann avant de divorcer.

## Palmarès

### Jeux olympiques d'hiver
| Édition \ Épreuve      | Individuel | Sprint | Poursuite                        | Relais                              |
| ---------------------- | ---------- | ------ | -------------------------------- | ----------------------------------- |
| JO 1992 Albertville    | 6e         | 9e     | Épreuve inexistante à cette date | -                                   |
| JO 1994 Lillehammer    | 11e        | -      | Épreuve inexistante à cette date | Médaille de bronze, Jeux olympiques |
| JO 2002 Salt Lake City | 26e        | 23e    | 33e                              | 9e                                  |

### Championnats du monde
| Mondiaux \ Épreuve    | individuel        | Sprint            | Poursuite                        | Départ en masse                  | Relais                    | Course par équipes               |
| 1992 Novossibirsk     | JO Albertville    | JO Albertville    | Épreuve inexistante à cette date | Épreuve inexistante à cette date | JO Albertville            | 5e                               |
| 1993 Borovets         | 5e                | 5e                | Épreuve inexistante à cette date | Épreuve inexistante à cette date | Médaille d'argent, monde  | Médaille d'or, monde             |
| 1997 Osrblie          | 9e                | -                 | -                                | Épreuve inexistante à cette date | 4e                        | 5e                               |
| 1998 Hochfilzen       | JO Nagano         | JO Nagano         | -                                | Épreuve inexistante à cette date | JO Nagano                 | 5e                               |
| 1999 Kontiolahti Oslo | 16e               | 5e                | 23e                              | Abandon                          | Médaille de bronze, monde | Épreuve inexistante à cette date |
| 2000 Oslo             | 24e               | 51e               | 41e                              | -                                | 4e                        | Épreuve inexistante à cette date |
| 2001 Pokljuka         | 36e               | 9e                | 6e                               | 9e                               | 5e                        | Épreuve inexistante à cette date |
| 2002 Oslo             | JO Salt Lake City | JO Salt Lake City | JO Salt Lake City                | 19e                              | JO Salt Lake City         | Épreuve inexistante à cette date |

Légende :

 : première place, médaille d'or

 : deuxième place, médaille d'argent

 : troisième place, médaille de bronze

 : épreuve inexistante ou absente du programme

— : pas de participation à cette épreuve

### Coupe du monde
- Meilleur classement général : 6e en 1993.
- 4 podiums individuels : 2 deuxièmes places et 2 troisièmes places.
- 6 podiums en relais, dont 1 victoire.

#### Classements annuels
| Année | Classement général final |
| 1992  | 13e                      |
| 1993  | 6e                       |
| 1994  | 34e                      |
| 1997  | 31e                      |
| 1998  | 51e                      |
| 1999  | 23e                      |
| 2000  | 26e                      |
| 2001  | 11e                      |
| 2002  | 28e                      |